# Diomansy Kamara
Diomansy Mehdi Kamara (ur. 8 listopada 1980 w Paryżu) – piłkarz reprezentacji Senegalu występujący na pozycji środkowego napastnika. Posiada także obywatelstwo francuskie.

## Kariera klubowa
Rodzice Kamary pochodzą z Senegalu, a on sam urodził się w Paryżu. Jego pierwszym klubem w karierze był zespół Red Star 93, wywodzący się z przedmieść Paryża, z miejscowości Saint-Ouen. W sezonie 1998/1999, Kamara zaliczył w jego barwach 4 spotkania w rozgrywkach trzeciej ligi. Latem 1999 roku, Kamara przeszedł do włoskiego zespołu US Catanzaro, w którym przez dwa następne lata grał w Serie C2. W 2001 roku został zawodnikiem Modeny i po roku wywalczył z nią awans z Serie B do Serie A. We włoskiej ekstraklasie Kamara zadebiutował 15 września 2002, w przegranym 0:3 domowym meczu z A.C. Milan. 20 października, Kamara strzelił pierwszego gola w Serie A, a Modena wygrała 2:1 z Parmą. Kamara utrzymał się z Modeną w Serie A, ale w następnym sezonie (2003/04) roku spadł z nią do Serie B.
Latem 2004 roku, Kamara wyjechał do Anglii, przechodząc do Portsmouth F.C. za 2,5 miliona funtów. W Premiership zadebiutował 11 września, w wygranym 3:1 domowym meczu z Crystal Palace. Pierwszego gola w lidze angielskiej Kamara strzelił natomiast 24 października, a Portsmouth zremisowało 1:1 z Middlesbrough. W 2005 roku, Kamara zmienił barwy klubowe i przeszedł do West Bromwich Albion. Kosztował 1,5 miliona funtów. Swój pierwszy mecz w nowych barwach Kamara rozegrał już 13 sierpnia, a West Bromwich zremisowało 0:0 z Manchesterem City. Przez cały sezon Senegalczyk strzelił tylko jednego gola, zaś jego zespół spadł do Football League Championship. W drugiej lidze Kamara radził sobie znacznie lepiej, strzelając w sezonie 2006/2007 20 bramek, dzięki czemu został wybrany przez kibiców zespołu piłkarzem roku.
9 lipca 2007, Kamara podpisał 5-letni kontrakt z londyńskim klubem Fulham, występującym w Premier League. Kwota transferu wyniosła 6 milionów funtów, co uczyniło Kamarę najdrożej sprzedanym piłkarzem w historii klubu West Bromwich. 12 sierpnia, Kamara zadebiutował w barwach The Cottagers 12 sierpnia, w wyjazdowym meczu z Arsenalem (1:2). Pierwszą ligową bramkę dla londyńskiego zespołu Kamara zdobył 1 września, w spotkaniu z Tottenhamem, popisując się wyjątkowej urody przewrotką. Przez następne miesiące gry w Fulham piłkarz jednak nie zachwycał, a jego drużyna znalazła się w strefie spadkowej Premiership. Na trzy kolejki przed zakończeniem sezonu, Fulham przegrywało po pierwszej połowie 0:2 z Manchesterem City, co oznaczało degradację stołecznego klubu do Football League Championship. Dwie bramki Kamary (i jedna Danny’ego Murphy’ego) w drugiej części spotkania dały jednak niespodziewane zwycięstwo Fulham i przedłużyły szanse tego klubu na utrzymanie się w Premier League, co Fulham ostatecznie zapewniło sobie w ostatniej kolejce rozgrywek.
1 lutego 2010 roku został wypożyczony do Celticu. Był też wypożyczony do Leicesteru City. Latem 2011 przeszedł do Eskişehirsporu. Następnie grał w Catanzaro i NorthEast United FC.

### Statystyki
| Sezon     | Klub                 | Kraj    | Rozgrywki                    | Mecze | Bramki |
| --------- | -------------------- | ------- | ---------------------------- | ----- | ------ |
| 1998/99   | Red Star 93          | Francja | Championnat National         | 4     | 0      |
| 1999/00   | Catanzaro            | Włochy  | Serie C2                     | 11    | 4      |
| 2000/01   | Catanzaro            | Włochy  | Serie C2                     | 23    | 5      |
| 2001/02   | Modena               | Włochy  | Serie B                      | 24    | 4      |
| 2002/03   | Modena               | Włochy  | Serie A                      | 29    | 5      |
| 2003/04   | Modena               | Włochy  | Serie A                      | 29    | 5      |
| 2004/05   | Portsmouth           | Anglia  | Premier League               | 25    | 4      |
| 2005/06   | West Bromwich Albion | Anglia  | Premier League               | 26    | 1      |
| 2006/07   | West Bromwich Albion | Anglia  | Football League Championship | 34    | 20     |
| 2007/08   | Fulham               | Anglia  | Premier League               | 28    | 5      |
| 2008/09   | Fulham               | Anglia  | Premier League               | 11    | 4      |
| 2009/10   | Fulham               | Anglia  | Premier League               | 9     | 1      |
| 2009/10   | Celtic F.C.          | Szkocja | Scottish Premier League      | 9     | 2      |
| 2010/11   | Fulham               | Anglia  | Premier League               | 10    | 2      |
| 2010/11   | Leicester City       | Anglia  | Football League Championship | 7     | 2      |
| 2011/12   | Eskişehirspor        | Turcja  | Süper Lig                    | 35    | 15     |
| 2012/13   | Eskişehirspor        | Turcja  | Süper Lig                    | 30    | 11     |
| 2013/14   | Eskişehirspor        | Turcja  | Süper Lig                    | 30    | 2      |
| 2014/2015 | Catanzaro            | Włochy  | Serie B                      | 12    | 4      |
| 2015      | NorthEast United FC  | Indie   | Super League                 | 12    | 3      |

## Kariera reprezentacyjna
W reprezentacji Senegalu Kamara zadebiutował w 2003 roku. W następnym roku, zaliczył swój pierwszy turniej o Puchar Narodów Afryki, dochodząc z Senegalem do ćwierćfinału tych rozgrywek. W 2006 roku, w kolejnej edycji turnieju, Kamara zajął z Senegalem czwartą pozycję. Henryk Kasperczak powołał Kamarę także na Puchar Narodów Afryki 2008, jednak reprezentacja Senegalu na tym turnieju zawiodła, nie wychodząc z grupy.